# Gromada Białołęka
Gromada Białołęka war eine Verwaltungseinheit in der Volksrepublik Polen zwischen 1954 und 1959. Verwaltet wurde die Gromada vom Gromadzka Rada Narodowa, dessen Sitz sich in Białołęka befand und aus 12 Mitgliedern bestand.

Die Gromada Baczyna gehörte zum Powiat Głogowski in der Woiwodschaft Zielona Góra und bestand aus den ehemaligen Gromadas Białołęka, Drogłowice und Wojszyn (ohne den Weiler Borek) der aufgelösten Gmina Białołęka.

Zum  1. Januar 1959 wurde die Gromada aufgelöst und in die neugeschaffene Gromada Pęcław eingegliedert.